# میاتوتومی
میاتوتومی، مئاتوتومی یا مه آتوتومی (به انگلیسی: meatotomy) (‎/miːəˈtɒtəmɪ/‎) نوعی جراحی بر روی آلت تناسلی است که در آن بخش زیرین نرمی آلت تناسلی مردانه شکافته می‌شود و باعث گشادی مجرای ادراری می‌گردد. این روش ممکن است توسط پزشک برای درمان تنگی انتهای مجرای ادرار یا تنگی مجرای ادرار انجام شود. همچنین این عمل جراحی گاهی به دلایل زیبایی یا برای باز کردن مجرای ادرار برای ارضای جنسی بهتر انجام می‌شود شایان ذکر است میاتوتومی به صورت داوطلبانه انجام می‌شود.

## تکنیک اجرا
ممکن است از تکنیک‌های مختلفی برای ایجاد برش استفاده شود، پزشک معمولاً با یک هموستات کلی مستقیم، مجرای ادرارپیشاب‌راه، را به‌وسیلهٔ فورسپس، فرنولوم فوقانی را به مدت ۶۰ ثانیه له می‌کند و سپس با قیچی نوک نازک خط فشار را تقسیم می‌کند. تکنیک‌های دیگر عبارتند از سوزاندن، بریدن با چاقوی جراحی (گاهی اوقات با کمک گیره)، فیستولهایی که باعث بسته شدن ناحیه مورد نظر شده است. اکثر پزشکان تمایل دارند از روش گیره و برش استفاده کنند. بسته به آناتومی فرد و وسعت شکاف، میاتوتومی انجام شده با چاقوی جراحی ممکن است باعث خونریزی شدید شود، در حالی که روش‌های له کردن و سوزاندن تقریباً بدون خون هستند. صرف نظر از روش جراح، میاتوتومی، مانند سایر اصلاحات دستگاه تناسلی و پیرسینگ تناسلی، به سرعت بهبود می‌یابد. برخلاف سایر تغییرات در اندام تناسلی، بافت نرم آلت تناسلی مردانه تمایلی به چسبیدن مجدد به هم یا بهبود شکل فیزیکی را ندارد.
میاتوتومی ممکن است به ساب برش یا نیم بخش دستگاه تناسلی گسترش یابد که هر دو تغییرات بسیار پیچیده‌تر و جدی تر هستند.

## جلوه‌ها
جدای از پلیپ‌های داخلی برداشته شده، باز شدن مجرای ادرار که به تازگی اصلاح شده است ممکن است توانایی کنترل جهت و شکل جریان ادرار را تغییر دهد. ممکن است منجر به ادرار نامرتب شده و نیاز باشد که فرد هنگام ادرار بنشیند. با این حال، این عمومیت ندارد. دهانه بزرگتر مجرای ادرار نیز ممکن است باعث زود انزالی شود.
افرادی که برای ارضای جنسی جراحی شده‌اند گزارش می‌دهند که کلاهک آلت تناسلی و سطح تماس بیشتر مجرای ادرار اسفنجی لذت بیشتری ایجاد می‌کند.
ترمیم میاتوتومی می‌تواند دردناک و دشوار باشد و شبیه ترمیم هیپوسپادیاس است.

## کتابشناسی

#### فهرست کتب
- Choudhury, Dhiraj (2008), General Surgical Operations, Jaypee Brothers Medical Publishers, p. 336, ISBN 978-81-8448-195-2
- Palmer, Jeffrey S. (2010), Pediatric Urology: A General Urologist's Guide, Springer, p. 132, ISBN 978-1-60327-419-7
- Yachia, Daniel (2007), Text Atlas of Penile Surgery, CRC Press, pp. 151–152, ISBN 978-1-84184-517-3